# Антоніо Кафієро
Анто́ніо Франсі́ско Кафіє́ро (ісп. Antonio Francisco Cafiero, 12 вересня 1922 — 13 жовтня 2014) — аргентинський політик, глава уряду країни упродовж чотирьох днів на зламі 2001–2002 років.

## Біографія
Кафієро народився у Буенос-Айресі. Навчався в Університеті Буенос-Айреса, де був головою студентської асоціації. Здобув економічну освіту у 1944, а у 1948 році отримав ступінь доктора економічних наук, займався викладацькою діяльністю з 1952 до 1984 року. З часів масових демонстрацій 17 жовтня 1945 року Кафієро став палким пероністом й виступав на підтримку Хуана Перона. У 1952 році він увійшов до адміністрації останнього як міністр закордонної торгівлі, де працював до 1954 року. Одружився з Аною Гоїтія, у шлюбі народилось десятеро дітей.
Кафієро обіймав посади у національному хустисіалістському русі з 1962 року, а також у різних закладах Хустисіалістської партії на національному рівні та у провінції Буенос-Айрес. Після повернення пероністів до влади в результаті загальних виборів 1973 року Кафієро був призначений міністром торгівлі в останньому уряді Хуана Перона (1974). Після смерті останнього пост президента зайняла його дружина Ісабель Перон, тоді Кафієро зайняв посаду федерального інтервентора провінції Мендоса (1974–1975), а потім пост посла у Європейському економічному співтоваристві та Бельгії (1975). У серпні 1975 року Кафієро був призначений на посаду міністра економіки. На цьому посту він боровся з наслідками економічної політики свого попередника, але і його спроби вирівняти ситуації не мали успіху, тому його було звільнено у лютому 1976 року. Після цього він упродовж нетривалого часу був послом у Ватикані (до березневого перевороту 1976 року).
Він заснував Рух за єдність, солідарність та організованість у вересні 1982 року, реформістську фракцію Хустисіалістської партії. У 1985 році Кафієро був обраний до палати депутатів аргентинського парламенту, а у 1987 році став губернатором провінції Буенос-Айрес. Обраний головою Хустисіалістської партії, він брав участь у першому турі президентських виборів у травні 1988 року, але програв. В результаті президентом став Карлос Менем.
Новий президент призначив Кафієро послом у Чилі у 1992 році, а у 1993 році він повернувся на своє виборне місце у Сенаті. Він брав участь в обговоренні змін до конституції у 1994 році, які зробили можливим переобрання Менема на другий термін. Також до конституції було включено статтю 129, яка надала Буенос-Айресу більші самоврядні повноваження.
Кафієро був знову обраний до Сенату у 2001 році. Того ж року він посів пост глави уряду, з якого пішов через втрату слуху, після чого повернувся до Сенату, в якому пробув до виходу на пенсію у 2005 році.
У 2006 році Кафієро звинуватили, разом з Ісабель Перон та деякими іншими колишніми міністрами, у причетності до зникнення кількох членів опозиції у 1976 році. Ісабель Перон та її уряд видали 6 жовтня 1975 року указ, що передбачав «проведення військових та внутрішніх операцій зі знищення усіма способами підривної діяльності на території країни» (див. також брудна війна). Кафієро під час судового процесу заявив, що дізнався про факти порушення прав людини тільки після військового перевороту і скидання уряду Ісабель Перон 24 березня 1976 року.
Кафієро очолював Постійну конференцію політичних партій країн Латинської Америки та Карибського басейну з 2005 року.

## Родина
У 1994 році Кафієро втратив дружину, яка померла у п'ятдесятирічному віці. Його син, Хуан Пабло Кафієро, у 2008 році був призначений на пост посла у Ватикані. Він був членом палати депутатів від Хустисіалістської партії, а також міністром соціального розвитку в адміністраціях президентів Фернандо де ла Руа та Едуардо Дуальде, очолював також міністерство безпеки провінції Буенос-Айрес. Інший його син, Маріо Кафієро, був депутатом з 1997 до 2005 року.